# Diego Mariño
Diego Mariño Villar (Vigo, Pontevedra, 9 de mayo de 1990) es un futbolista español que juega de portero en el Albacete Balompié de la Segunda División de España.

## Trayectoria

### Villarreal C. F.
Comenzó a jugar a fútbol a los 11 años en equipos regionales gallegos como la escuela del Rápido Bouzas, Sárdoma o Areosa. En este último fue donde, a los 13 años, comenzó a destacar bajo la portería. En 2004, los técnicos del Villarreal C. F. se desplazaron para verle jugar y realizarle una prueba; un mes más tarde, el portero ya estaba en la ciudad castellonense.
Después de haber pasado por el Villarreal C. F. "C" y por el Villarreal C. F. "B" (que entonces militaba en la Segunda División de España), comenzó la temporada 2012-13 como titular en el primer equipo. Cuajó una temporada irregular, en la que fue superado en el marco por su compañero Juan Carlos tras comenzar como titular indiscutible. Finalmente, esa temporada lograron el ascenso a Primera División.

### Real Valladolid
El 5 de julio de 2013 el Real Valladolid C. F. lo fichó hasta el 30 de junio de 2018 en una operación en la que el Villarreal C. F. podía ejercer una opción de recompra de 300 000 euros. Comenzó la temporada como titular indiscutible y en la segunda vuelta acabó cediendo su puesto en la portería a su compañero Jaime.

### Levante U. D.
Tras el descenso del Real Valladolid a Segunda, en agosto de 2014 se acordó su cesión por el Levante U. D. para competir por un puesto con Jesús Fernández. Empezó como suplente del madrileño, aunque poco a poco fue ganándose la confianza de Lucas Alcaraz y acabó como titular, sumando más de treinta apariciones.
Finalmente, el 31 de agosto de 2015, fue fichado en propiedad para los siguientes tres años. En la 2015-16, le pasó lo mismo que en la anterior temporada: un comienzo como relevo de Rubén para finalmente acabar de titular.

### Real Sporting de Gijón
Tras el descenso del Levante U. D. firmó por el Real Sporting de Gijón en la temporada 2016-17, siendo esa temporada el suplente de Iván Cuellar. A la temporada siguiente, tras el descenso del equipo a Segunda y la marcha de Iván Cuéllar, se hizo titular indiscutible para el cuerpo técnico. En la temporada 2020-21, acabó como el segundo portero menos goleado de la Segunda División. Fue uno de los capitanes del club.

### U. D. Almería y Granada C. F.
Volvió a encontrarse con Rubi, esta vez en las filas de la U. D. Almería (ya coincidieron en Levante U. D. y Real Sporting de Gijón). Se unió al equipo en el mercado invernal después de rescindir su contrato con el conjunto asturiano. Su nueva vinculación con el equipo andaluz era por lo que restaba de temporada y dos más, hasta 2025.
El 10 de septiembre de 2024 fichó por el Granada C. F. Disputó 23 partidos en la competición liguera y el siguiente mes de julio, ya libre, se unió al Albacete Balompié hasta 2027.

## Selección nacional
El 13 de julio de 2012 fue incluido en la lista de los 18 jugadores que participaron en los Juegos Olímpicos de Londres 2012 representando a España.
Ha sido internacional con todas las categorías inferiores de la selección española, siendo su logro más reciente la victoria en la Eurocopa Sub-21 de Israel el 18 de junio de 2013.

## Selección gallega
El 20 de mayo de 2016 jugó con la selección de Fútbol de Galicia un partido amistoso, en el estadio de Riazor, contra la selección de Venezuela que terminó con empate a 1.

## Clubes
| Club                   | País   | Año       | Partidos |
| ---------------------- | ------ | --------- | -------- |
| Villarreal C. F. "C"   | España | 2009-2010 |          |
| Villarreal C. F. "B"   | España | 2010-2012 | 72       |
| Villarreal C. F.       | España | 2012-2013 | 10       |
| Real Valladolid C. F.  | España | 2013-2014 | 28       |
| Levante U. D.          | España | 2014-2016 | 57       |
| Real Sporting de Gijón | España | 2016-2023 | 222      |
| U. D. Almería          | España | 2023-2024 | 3        |
| Granada C. F.          | España | 2024-2025 | 24       |
| Albacete Balompié      | España | 2025-     |          |

## Palmarés

### Copas internacionales
| Título          | Club               | País      | Año  |
| --------------- | ------------------ | --------- | ---- |
| Eurocopa Sub-17 | Selección española | Bélgica   | 2007 |
| Eurocopa Sub-21 | Selección española | Dinamarca | 2011 |
| Eurocopa Sub-21 | Selección española | Israel    | 2013 |

### Distinciones individuales
| Distinción                    | Año  |
| ----------------------------- | ---- |
| Once de plata de Fútbol Draft | 2010 |
| Once de plata de Fútbol Draft | 2011 |